# Людвіг фон Ерліхсгаузен
Людвіг фон Ерліхсгаузен (нім. Ludwig von Erlichshausen) — 31-й великий магістр Тевтонського ордену з 1450 по 1467 рік.

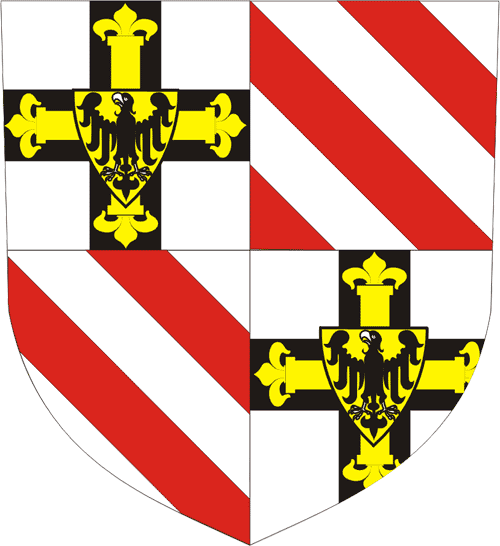
Герб великого магістра Людвіга фон Ерліхсгаузена

Походив з лицарського роду зі Швабії. Племінник свого попередника, Конрада фон Ерліхсгаузена.
Близько 1434 року, одразу після вступу до Тевтонського ордену, Людвіг фон Ерліхсгаузен став компаном (помічником) комтура Бранденбургу. З 1446 року — компан Великого магістра Пауля фон Русдорфа. У 1441 році призначений фогтом Брізена, з 1442 року — комтур Неве.
У 1450 році генеральний капітул обрав Людвіга фон Ерліхсгаузена Великим магістром. Намагався підпорядкувати ордену Прусський союз. Суперечки між орденом та союзом не зміг розв'язати папський легат, а імператорський суд у 1454 році ухвалив рішення на користь ордену. Це викликало антиорденське повстання в містах Пруссії. Керівництво Прусського союзу попросило польського короля Казимира IV включити Пруссію до складу Польщі, що і було обіцяно королем. Почалась Тринадцятирічна війна між Польщею та орденом.
Війська хрестоносців зазнавали поразок. Фінансове становище ордену було важке. Двічі найманці ордену, яким він не міг виплатити платню, брали Великого магістра у заручники. У 1457 році магістр назавжди покинув резиденцію у Марієнбурзі (найманці продали замок польському королю) і переніс свою резиденцію до Кенігсберга.
Дуже важка для ордену війна закінчилась у 1466 році підписанням Другого Торунського миру, за яким орден втрачав Померелію, Ермланд та Кульмерланд, а Великий магістр визнавав себе васалом польського короля.
Незабаром, 4 квітня 1467 року Людвіг фон Ерліхсгаузен помер у Кенігсберзі, де й був похований у кафедральному соборі.